# Campeonato Russo de Voleibol Feminino
O Campeonato Russo de Voleibol Feminino é a principal competição de clubes de voleibol feminino da Rússia. É também conhecida como Superliga Russa de Voleibol Feminino. Trata-se de uma das principais ligas nacionais da Europa e do mundo. 
O torneio é organizado pela Federação Russa de Voleibol (DVF) e classifica os três primeiros colocados à Liga dos Campeões da Europa. O primeiro e maior campeão é o VC Uralochka-NTMK Yekaterinburg que conquistou 14 títulos consecutivos entre 1992 e 2005. O atual campeão é o Lokomotiv Kaliningrado.

## História
Após a dissolução do da União Soviética o Campeonato Soviético de Vôlei foi extinto e as equipes da Rússia formaram um campeonato próprio o Campeonato Russo. As primeiras 14 edições da competição faram dominadas completamente pelo Uralochka-Yekaterinburg time comandado pelo bicampeão olímpico pela União Soviética Nikolay Karpol. Se forem contabilizados os títulos do campeonato da URSS o Uralochka venceu 20 campeonatos de forma consecutiva. 
O Dinamo Moscou na temporada 2005/2006  foi responsável pela quebra dessa longa hegemonia. Entre as temporadas 2005/2006 e 2009/2010 o Dinamo Moscou e o Zarieche  Odintisovo se alternaram na conquista do título porém na temporada 2010/2011 o recém criado Dinamo Kazan ficou com a hegemonia do campeonato e conquistou 5 títulos consecutivos.

## Campeões
| Edição    | 1. lugar                 | 2. lugar                    | 3. lugar                    |
| --------- | ------------------------ | --------------------------- | --------------------------- |
| 1991/1992 | Uralochka-Yekaterinburgo | Mladost Zagreb              | VC CSKA Moscou              |
| 1992/1993 | Uralochka-Yekaterinburgo | Uralochka-Yekaterinburgo II | VC CSKA Moscou              |
| 1993/1994 | Uralochka-Yekaterinburgo | VC CSKA Moscou              | Uralochka-Yekaterinburgo II |
| 1994/1995 | Uralochka-Yekaterinburgo | VC CSKA Moscou              | Uralochka-Yekaterinburgo II |
| 1995/1996 | Uralochka-Yekaterinburgo | VC CSKA Moscou              | Uralochka-Yekaterinburgo II |
| 1996/1997 | Uralochka-Yekaterinburgo | VC CSKA Moscou              | Uralochka-Yekaterinburgo II |
| 1997/1998 | Uralochka-Yekaterinburgo | Uralochka-Yekaterinburgo II | VC CSKA Moscou              |
| 1998/1999 | Uralochka-Yekaterinburgo | Uralochka-Yekaterinburgo II | Fakiel Novy Urengoy         |
| 1999/2000 | Uralochka-Yekaterinburgo | Uralochka-Yekaterinburgo II | VC CSKA Moscou              |
| 2000/2001 | Uralochka-Yekaterinburgo | Universidade Belgorod       | Uralochka-Yekaterinburgo II |
| 2001/2002 | Uralochka-Yekaterinburgo | Uralochka-Yekaterinburgo II | Universidade Belgorod       |
| 2002/2003 | Uralochka-Yekaterinburgo | Universidade Belgorod       | Proton Balakovo             |
| 2003/2004 | Uralochka-Yekaterinburgo | Dinamo-Jantar Kaliningrad   | Proton Balakovo             |
| 2004/2005 | Uralochka-Yekaterinburgo | Dinamo Moscou               | Proton Balakovo             |
| 2005/2006 | Dinamo Moscou            | Zaretche Odintsovo          | Dinamo-Jantar Kaliningrad   |
| 2006/2007 | Dinamo Moscou            | VC CSKA Moscou              | Samorodok Khabarovsk        |
| 2007/2008 | Zaretche Odintsovo       | Dinamo Moscou               | Uralochka-Yekaterinburgo    |
| 2008/2009 | Dinamo Moscou            | Zaretche Odintsovo          | Uralochka-Yekaterinburgo    |
| 2009/2010 | Zaretche Odintsovo       | Dinamo Moscou               | Dínamo Krasnodar            |
| 2010/2011 | Dinamo Kazan             | Dinamo Moscou               | Dínamo Krasnodar            |
| 2011/2012 | Dinamo Kazan             | Dinamo Moscou               | Uralochka-Yekaterinburgo    |
| 2012/2013 | Dinamo Kazan             | Dinamo Moscou               | Omitchka Omsk               |
| 2013/2014 | Dinamo Kazan             | Dinamo Moscou               | Omitchka Omsk               |
| 2014/2015 | Dinamo Kazan             | Dinamo Moscou               | Uralochka-Yekaterinburgo    |
| 2015/2016 | Dinamo Moscou            | Uralochka-Yekaterinburgo    | Dínamo Krasnodar            |
| 2016/2017 | Dinamo Moscou            | Dinamo Kazan                | Yenisey Krasnoyarsk         |
| 2017/2018 | Dinamo Moscou            | Dinamo Kazan                | Uralochka-Yekaterinburgo    |
| 2018/2019 | Dinamo Moscou            | Lokomotiv Kaliningrado      | Uralochka-Yekaterinburgo    |
| 2019/2020 | Dinamo Kazan             | Lokomotiv Kaliningrado      | Uralochka-Yekaterinburgo    |
| 2020/2021 | Lokomotiv Kaliningrado   | Dinamo Moscou               | Dinamo Kazan                |
| 2021/2022 | Lokomotiv Kaliningrado   | Uralochka-Yekaterimburgo    | Dinamo Moscou               |
| 2022/2023 | Dinamo Moscou            | Lokomotiv Kaliningrado      | Proton Saratov              |
| 2023/2024 | Dinamo Kazan             | Lokomotiv Kaliningrado      | Leningradka São Petersburgo |
| 2024/2025 | Lokomotiv Kaliningrado   | Dinamo Kazan                | Zaretche Odintsovo          |

## Títulos por clube
| Equipe                      | Campeão | Vice-campeão | Terceiro lugar |
| --------------------------- | ------- | ------------ | -------------- |
| Uralochka-Yekaterinburgo    | 14      | 2            | 7              |
| Dinamo Moscou               | 8       | 9            | 1              |
| Dinamo Kazan                | 7       | 3            | 1              |
| Lokomotiv Kaliningrado      | 3       | 4            |                |
| Zaretche Odintsovo          | 2       | 2            | 1              |
| Uralochka-Yekaterinburgo II |         | 5            | 5              |
| Dinamo Moscou               |         | 5            | 4              |
| Universidade Belgorod       |         | 2            | 1              |
| Dynamo-Yantar               |         | 1            | 1              |
| Mladost Zagreb              |         | 1            |                |
| Proton Saratov              |         |              | 4              |
| Dínamo Krasnodar            |         |              | 3              |
| Omitchka Omsk               |         |              | 2              |
| Yenisey Krasnoyarsk         |         |              | 1              |
| Samorodok Khabarovsk        |         |              | 1              |
| Fakiel Novy Urengoy         |         |              | 1              |
| Leningradka São Petersburgo |         |              | 1              |

## Prêmio Lyudmila Buldakova
O prêmio é concedido a Melhor Jogadora do torneio. A eleição se dá por uma votação entre os técnicos de todos os times que participam da temporada em disputa. Com notas de 0 a 10 a MVP do torneio é eleita pela média das notas dadas. O prêmio é em homenagem a bicampeã olímpica Lyudmila Buldakova falecida em 2006.
| Temporada | Jogadora              | Clube                   |
| --------- | --------------------- | ----------------------- |
| 2006/2007 | Lioubov Iagodina      | VC CSKA Moscou          |
| 2007/2008 | Lioubov Sokolova      | Zaretche Odintsovo      |
| 2008/2009 | Evgenya Estes         | Uralochka-Yekaterinburg |
| 2009/2010 | Tatiana Kosheleva     | Zaretche Odintsovo      |
| 2010/2011 | Ekaterina Gamova      | Dinamo Kazan            |
| 2011/2012 | Angelina Grün         | Dinamo Moscou           |
| 2012/2013 | Ekaterina Gamova      | Dinamo Kazan            |
| 2013/2014 | Ekaterina Gamova      | Dinamo Kazan            |
| 2014/2015 | / Nataliya Goncharova | Dinamo Moscou           |
| 2015/2016 | / Nataliya Goncharova | Dinamo Moscou           |
| 2016/2017 | / Nataliya Goncharova | Dinamo Moscou           |
| 2017/2018 | / Nataliya Goncharova | Dinamo Moscou           |